# Liga de Voleibol Superior Masculino 1983
La Liga de Voleibol Superior Masculino 1983 si è svolta nel 1983: al torneo hanno partecipato 13 franchigie portoricane e la vittoria finale è andata per la seconda volta ai Patriotas de Lares.

## Regolamento
La competizione vede le sedici franchigie partecipanti affrontarsi senza un calendario rigido fino ad arrivare a ventiquattro incontri ciascuna:
- Le prime otto classificate accedono ai play-off scudetto, dove vengono accoppiate col metodo della serpentina, strutturati in quarti di finale e semifinali al meglio delle cinque gare, mentre la finale si gioca al meglio delle sette gare.

## Squadre partecipanti
| - Bucaneros de Arroyo - Cafeteros de Yauco - Changos de Naranjito - Criollos de Caguas - Delfines de Trujillo - Gigantes de Adjuntas - Guayacanes de Guayanilla | - Leñeros de Lares - Patriotas de Lares - Plataneros de Corozal - Playeros de San Juan - Tigres de Ensenada - Vaqueros de Bayamón |

## Campionato

### Regular season

#### Classifica
| Pos. | Squadra                  | Pt | G  | V  | P  | SV | SP | Ratio | PF | PS | Ratio |
| ---- | ------------------------ | -- | -- | -- | -- | -- | -- | ----- | -- | -- | ----- |
| 1    | Plataneros de Corozal    | 46 | 24 | 23 | 1  |    |    |       |    |    |       |
| 2    | Patriotas de Lares       | 42 | 24 | 21 | 3  |    |    |       |    |    |       |
| 3    | Guayacanes de Guayanilla | 36 | 24 | 18 | 5  |    |    |       |    |    |       |
| 4    | Changos de Naranjito     | 36 | 24 | 18 | 6  |    |    |       |    |    |       |
| 5    | Cafeteros de Yauco       | 32 | 24 | 16 | 8  |    |    |       |    |    |       |
| 6    | Delfines de Trujillo     | 24 | 24 | 12 | 12 |    |    |       |    |    |       |
| 7    | Leñeros de Lares         | 22 | 24 | 11 | 13 |    |    |       |    |    |       |
| 8    | Gigantes de Adjuntas     | 20 | 24 | 10 | 14 |    |    |       |    |    |       |
| 9    | Tigres de Ensenada       | 20 | 24 | 10 | 14 |    |    |       |    |    |       |
| 10   | Bucaneros de Arroyo      | 10 | 23 | 5  | 18 |    |    |       |    |    |       |
| 11   | Playeros de San Juan     | 8  | 22 | 4  | 18 |    |    |       |    |    |       |
| 12   | Criollos de Caguas       | 8  | 24 | 4  | 20 |    |    |       |    |    |       |
| 13   | Vaqueros de Bayamón      | 2  | 24 | 1  | 23 |    |    |       |    |    |       |

| Ai play-off scudetto |

### Spareggio
|  | Gara di spareggio |                      |   |  |
|  |                   |                      |   |  |
|  | 8                 | Gigantes de Adjuntas | 1 |  |
|  | 9                 | Tigres de Ensenada   | 0 |  |

### Play-off
|  | Quarti di finale | Quarti di finale      | Quarti di finale         |                    |                          | Semifinali            | Semifinali | Semifinali |  |  | Finale | Finale                | Finale |
|  |                  |                       |                          |                    |                          |                       |            |            |  |  |        |                       |        |
|  | 1                | Plataneros de Corozal | 3                        |                    |                          |                       |            |            |  |  |        |                       |        |
|  | 8                | Gigantes de Adjuntas  | 0                        |                    |                          |                       |            |            |  |  |        |                       |        |
|  | 8                | Gigantes de Adjuntas  | 0                        |                    | 1                        | Plataneros de Corozal | 3          |            |  |  |        |                       |        |
|  |                  |                       |                          |                    | 1                        | Plataneros de Corozal | 3          |            |  |  |        |                       |        |
|  |                  | 5                     | Cafeteros de Yauco       | 0                  |                          |                       |            |            |  |  |        |                       |        |
|  | 4                | 5                     | Cafeteros de Yauco       | 0                  | Changos de Naranjito     | 2                     |            |            |  |  |        |                       |        |
|  | 4                |                       |                          |                    | Changos de Naranjito     | 2                     |            |            |  |  |        |                       |        |
|  | 5                | Cafeteros de Yauco    | 3                        |                    |                          |                       |            |            |  |  |        |                       |        |
|  |                  |                       |                          |                    |                          |                       |            |            |  |  | 1      | Plataneros de Corozal | 1      |
|  |                  |                       | 2                        | Patriotas de Lares | 4                        |                       |            |            |  |  |        |                       |        |
|  | 2                | Patriotas de Lares    | 3                        |                    |                          |                       |            |            |  |  |        |                       |        |
|  | 7                | Leñeros de Lares      | 0                        |                    |                          |                       |            |            |  |  |        |                       |        |
|  | 7                | Leñeros de Lares      | 0                        |                    | 2                        | Patriotas de Lares    | 3          |            |  |  |        |                       |        |
|  |                  |                       |                          |                    | 2                        | Patriotas de Lares    | 3          |            |  |  |        |                       |        |
|  |                  | 3                     | Guayacanes de Guayanilla | 1                  |                          |                       |            |            |  |  |        |                       |        |
|  | 3                | 3                     | Guayacanes de Guayanilla | 1                  | Guayacanes de Guayanilla | 3                     |            |            |  |  |        |                       |        |
|  | 3                |                       |                          |                    | Guayacanes de Guayanilla | 3                     |            |            |  |  |        |                       |        |
|  | 6                | Delfines de Trujillo  | 1                        |                    |                          |                       |            |            |  |  |        |                       |        |